# Manjerona
A manjerona (Origanum majorana, Lamiaceae) é uma erva ou planta perene (mas sensível ao frio), com sabores doces a pinho e citrino.
A manjerona é cultivada pelas suas folhas aromáticas, verdes ou secas, no uso culinário; são cortadas quando as plantas começam a florescer e secadas lentamente à sombra. É usada frequentemente em combinações de ervas, tais como Herbes de Provence e Za'atar.
Espécie relacionada
O orégano ou orégão (Origanum vulgare, alistado às vezes com manjerona como  Origanum majorana) é chamado também Manjerona Selvagem. É uma planta perene comum em Europa do sul em bosques secos e cheiro é muito forte. É uma tradição de séculos.

## Outros usos
Sua fragrância é  secularmente distinta nas procissões da Semana Santa na histórica Pirenópolis, costume advindo do hábito de desfolhar e espalhar sobre as ruas de pedra, as folhas e galhos de manjerona que, ao serem pisados, exala seu cheiro característico, denotando a tradição festiva mediante a visão, movimentos e odores, elementos que também são constituidores da paisagem .